# AppArmor
AppArmor("Application Armor")는 시스템 관리자가 프로그램 프로필 별로 프로그램의 역량을 제한할 수 있게 해주는 리눅스 커널 보안 모듈이다. 프로필들은 네트워크 액세스, raw 소켓 액세스 그리고 파일의 읽기, 쓰기, 실행 같은 능력을 허용할 수 있다. AppArmor는 강제적 접근 통제(MAC)를 제공함으로써 전통적인 유닉스 임의적 접근 통제(DAC) 모델을 지원한다. 이것은 리눅스 버전 2.6.36부터 포함되었으며, 개발은 2009년부터 캐노니컬 사에 의해 지원된다.

## 상세
직접적으로 프로필을 작성하는 대신, AppArmor는 프로필 위반이 기록되지만 금지되지는 않는 학습 모드를 포함한다. 이 기록은 프로그램의 일반적인 행위에 기반한 Apparmor 프로필을 생성하는데 사용될 수 있다.
AppArmor는 리눅스 보안 모듈(LSM) 커널 인터페이스를 사용해서 구현되었다.
AppArmor는 SELinux를 대체하는 한 부분으로서 제공되는데, 이것이 관리자들에게 설치하고 관리하기 어렵다는 비판이 있었기 때문이다. 파일에 라벨을 적용하는 것에 기반하는 SELinux와는 달리, AppArmor는 파일 경로를 통해 작동한다. AppArmor의 지지자들은 평범한 사용자들에게는 SELinux를 배우는 것보다 훨씬 쉽다고 주장한다. 그들은 또한 AppArmor이 현재 시스템과 동작하기 위해 더 적은 수정을 요구한다고 주장한다: 예를 들면 SELinux는 "security labels"를 지원하는 파일시스템을 요구해서 NFS를 통해 마운트된 파일들에 대한 접근 통제를 제공할 수 없다. AppArmor는 파일시스템에 상관이 없다.

## 다른 시스템들
AppArmor는 설치된 소프트웨어에서 발생할 수 있는 행위들을 제어하는 문제에 여러 가능한 접근법을 나타낸다.
SELinux 시스템은 일반적으로 AppArmor과 비슷한 접근법을 취한다. 한가지 중요한 차이점은 SELinux는 경로 대신 아이노드 번호로 파일 시스템 객체들을 구별한다. 예를 들면 이것은 하드 링크가 생성됐을 때 아이노드에 참조되는 데이터가 같을 것이기 때문에 SELinux가 계속 새로 생성된 하드 링크에 대한 접근을 거부하는 것과 달리 AppArmor에서는 접근 가능해 진다.
SELinux와 AppArmor는 또한 어떻게 관리되는지와 어떻게 시스템에 통합되는지에 대해서 큰 차이를 보인다.
프로세스의 고립은 또한 가상화 같은 메커니즘을 통해 성취될 수 있다; Vserver에서 OLPC 프로젝트는 개개의 애플리케이션들을 샌드박스한다.
2007년에 Smack이 도입되었다.
2009년에 Tomoyo로 불리는 새로운 솔루션이 리눅스 2.6.30에 포함되었다; appArmor처럼 이것도 경로 기반 접근 통제를 사용한다.

### 사용
AppArmor는 2007년 4월 우분투에서 처음으로 성공적으로 포트/패키지되었다. 우분투 7.10부터는 기본 패키지가 되었으며 8.04부터는 단지 디폴트로 CUPS를 보호하는 릴리즈의 한 부분이 되었다. 우분투 9.04를 시작으로 MySQL 같은 여러 요소들이 설치된 프로필들을 가지게 되었다. 우분투 9.10에서 AppArmor는 개선이 강화되었고 자신의 게스트 세션, libvirt 가상 머신 등과 함께 제공되었다.
AppArmor는 2010년 10월 커널 릴리즈 2.6.36에 통합되었다.
AppArmor는 2014년 Synology의 DSM 5.1 베타에 통합되었다.

## 같이 보기
- 리눅스 침입 탐지 시스템
- Systrace